# تيري ميلر (لاعب كرة قدم أمريكية)
تيري ميلر (بالإنجليزية: Terry Miller)‏ هو لاعب كرة قدم أمريكية أمريكي، ولد في 11 أبريل 1946 في ماتون في الولايات المتحدة.